# آبشار واچیراتان
آبشار واچیراتان (به لاتین: Wachirathan Falls) یک آبشار در تایلند است که در Ban Luang واقع شده‌است.